# Julio Cardeñosa
Julio Cardeñosa Rodríguez (* 27. Oktober 1949 in Valladolid) ist ein ehemaliger spanischer Fußballspieler.

## Spielerkarriere
Cadeñosa begann seine Karriere 1969 bei seinem Stammverein Real Valladolid. 1974 wechselte er zu Betis Sevilla, wo er 1977 den spanischen Pokal gewinnen konnte. Er beendete seine Karriere 1985 mit einem gesammelten Titel.
International spielte er acht Mal für Spanien. Er nahm an der Fußball-Weltmeisterschaft 1978 in Argentinien teil (Spanien schied in der Gruppenphase aus). Bei der Fußball-Europameisterschaft 1980 in Italien stand Cardeñosa ebenfalls im Kader. Die Spanier schieden wieder in der Gruppenphase aus.

## Erfolge
- einmal spanischer Pokalsieger (1977)